# Selat Guntung
Selat Guntung is een bestuurslaag in het regentschap Siak van de provincie Riau, Indonesië. Selat Guntung telt 907 inwoners (volkstelling 2010).